# Peter Götz (Zoologe)
Peter Götz (* 10. Februar 1935; † 9. März 2024 in Berlin) war ein deutscher Zoologe und Hochschullehrer.

## Leben

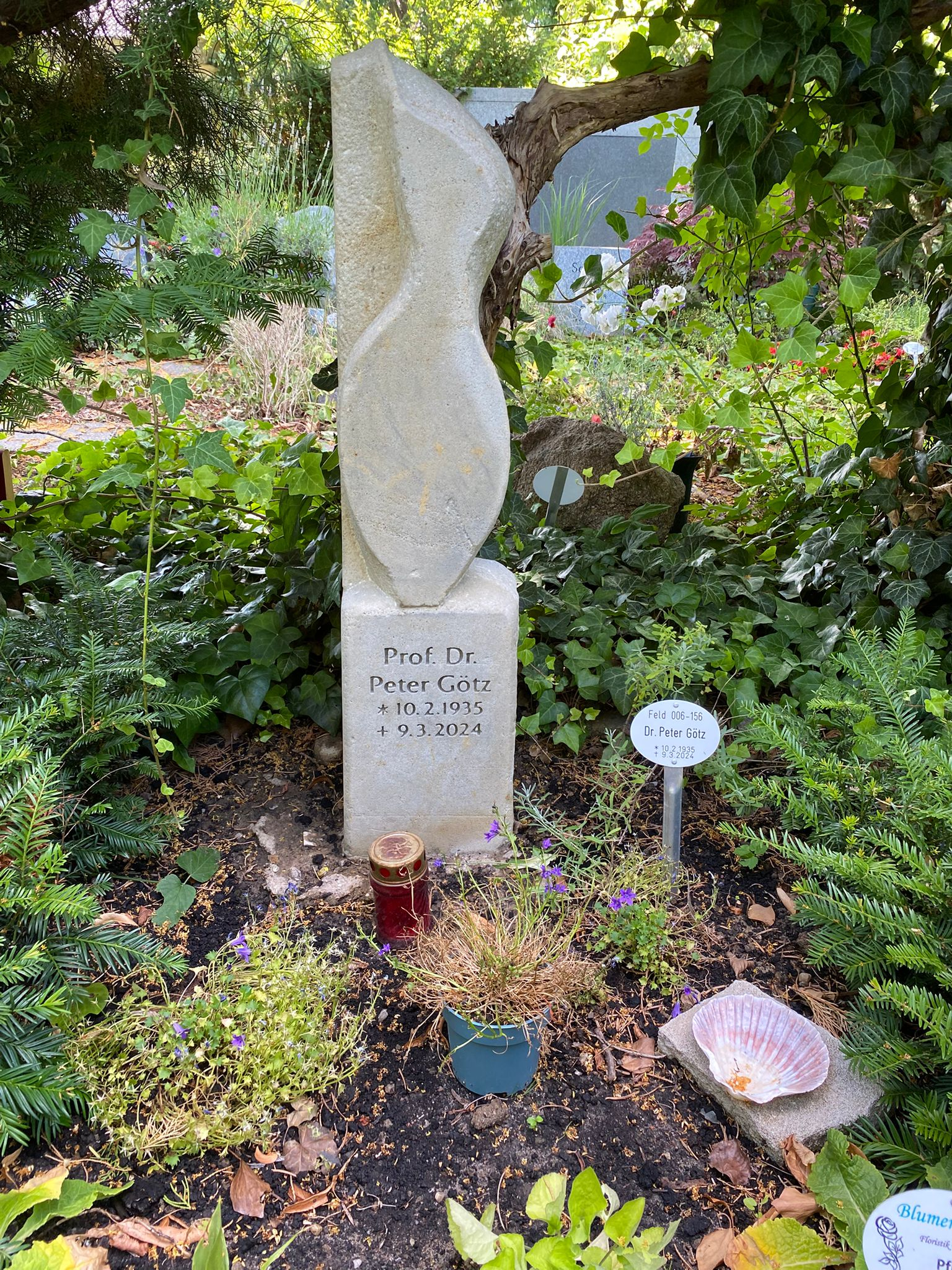
Grabstätte auf dem Friedhof Dahlem

Peter Götz studierte an der Albert-Ludwigs-Universität Freiburg Biologie und Mathematik. 1964 wurde er promoviert und 1967 unternahm er einen Studienaufenthalt an der University of California in Berkeley und an der Rockefeller University in New York City. Als Oberassistent an der Albert-Ludwigs-Universität Freiburg befasste er sich vorwiegend mit Insektenpathologie. 1974 habilitierte er sich.
Bis zu seiner Emeritierung im Jahr 2000 war er Professor am Institut für Zoologie der Freien Universität Berlin. Mehr als 50 Jahre gehörte er der Deutschen Zoologischen Gesellschaft an.
Peter Götz starb im Alter von 89 Jahren in Berlin. Seine letzte Ruhestätte erhielt er auf dem Friedhof Dahlem.